# .eg
.eg (Egito) é o código TLD (ccTLD) na Internet para o Egito.